# Vierge à l'Enfant entre sainte Catherine et sainte Madeleine
Vierge à l'Enfant entre sainte Catherine et sainte Madeleine (en italien, Madonna con Bambino tra santa Caterina d'Alessandria e santa Maria Maddalena) est un tableau du peintre italien Giovanni Bellini réalisé vers 1490. Cette tempera et huile sur bois est une Madone se tenant sur un fond sombre entre Catherine d'Alexandrie à gauche et Marie Madeleine à droite. Cette conversation sacrée est conservée aux Galeries de l'Académie, à Venise, à la suite du legs de Maria Felicita Bertrand, veuve du comte Bernardino Renier, vers 1850.

## Postérité
La peinture fait partie du musée imaginaire de l'historien français Paul Veyne, qui le décrit dans son ouvrage justement intitulé Mon musée imaginaire.